# 15052 Emileschweitzer
15052 Emileschweitzer è un asteroide della fascia principale. Scoperto nel 1998, presenta un'orbita caratterizzata da un semiasse maggiore pari a 3,1526109 UA e da un'eccentricità di 0,1371452, inclinata di 4,10244° rispetto all'eclittica.